# 禁じられた遊び (ALI PROJECTの曲)
「禁じられた遊び」（きんじられたあそび）は、ALI PROJECTの楽曲。宝野アリカが作詞、片倉三起也が制作を手掛けた。ALI PROJECTの13枚目のシングルとして2004年10月22日にMellow Headから発売された。

## 概要
PEACH-PITの漫画『Rozen Maiden』を原作としたテレビアニメ『ローゼンメイデン』のオープニングテーマ。
2010年2月8日発売の書籍、ランティス・クロニクルに、ALI PROJECTが発言していないにも拘わらず『ミシェル・ローランの「シバの女王」、サルヴァトーレ・カルディッロの「カタリ・カタリ」が歌詞に引用されている』という旨が記載されており、この件に関してランティスは2010年3月1日、公式サイトに謝罪文を掲載した。正しくは歌詞ではなくメロディの引用である。

## 収録曲
1. 禁じられた遊び [4:27]
  - 作詞：宝野アリカ 作曲・編曲：片倉三起也
  - Gothic Operaにこの曲のアレンジバージョンとして「Jeux Interdits～禁じられた遊び」が収録されている。
2. あたしがアリスだった頃 [4:14]
  - 作詞：宝野アリカ 作曲・編曲：片倉三起也
3. 禁じられた遊び（off vocal）
4. あたしがアリスだった頃（off vocal）